# ATC R01 – Nazális gyógyszerkészítmények
Az ATC R01 – Nazális gyógyszerkészítmények a gyógyszerek anatómiai, gyógyászati és kémiai osztályozási rendszerének (ATC) egyik alcsoportja.
| ATC R   | Légzőrendszer                            |
| ------- | ---------------------------------------- |
| ATC R01 | Nazális gyógyszerkészítmények            |
| ATC R02 | Gégészeti gyógyszerkészítmények          |
| ATC R03 | Obstruktív légúti betegségek gyógyszerei |
| ATC R05 | Köhögés és meghűlés gyógyszerei          |
| ATC R06 | Szisztémás antihisztaminok               |
| ATC R07 | Egyéb légzőrendszerre ható készítmények  |

## R01A Lokális orr-oedema-csökkentő és egyéb nazális készítmények

### R01AA 	Szimpatomimetikumok önmagukban
| ATC     | Magyar        | INN                  | Gyógyszerkönyv                                                                     |
| ------- | ------------- | -------------------- | ---------------------------------------------------------------------------------- |
| R01AA02 | Ciklopentamin | Cyclopentamine       |                                                                                    |
| R01AA03 | Efedrin       | Ephedrine            | Ephedrinum hemihydricum Ephedrini hydrochloridum Ephedrini racemici hydrochloridum |
| R01AA04 | Fenilefrin    | Phenylephrine        | Phenylephrinum, Phenylephrini hydrochloridum                                       |
| R01AA05 | Oximetazolin  | Oxymetazoline        | Oxymetazolini hydrochloridum                                                       |
| R01AA06 | Tetrizolin    | Tetryzoline          | Tetryzolini hydrochloridum                                                         |
| R01AA07 | Xilometazolin | Xylometazoline       | Xylometazolini hydrochloridum                                                      |
| R01AA08 | Nafazolin     | Naphazoline          | Naphazolini hydrochloridum                                                         |
| R01AA09 | Tramazolin    | Tramazoline          | Tramazolini hydrochloridum monohydricum                                            |
| R01AA10 | Metizolin     | MetizolineIndanazoli |                                                                                    |
| R01AA11 | Tuaminoheptán | Tuaminoheptane       |                                                                                    |
| R01AA12 | Fenoxazolin   | Fenoxazoline         |                                                                                    |
| R01AA13 | Timazolin     | Tymazoline           |                                                                                    |
| R01AA14 | Adrenalin     | Epinephrine          | Adrenalini tartras                                                                 |
| R01AA15 | Indánazolin   | Indanazoline         |                                                                                    |

### R01AB 	Szimpatomimetikumok kombinációi, kivéve kortikoszteroidokat
| ATC     | Magyar        | INN            | Gyógyszerkönyv                                                                       |
| ------- | ------------- | -------------- | ------------------------------------------------------------------------------------ |
| R01AB01 | Fenilefrin    | Phenylephrine  | Phenylephrinum, Phenylephrini hydrochloridum                                         |
| R01AB02 | Nafazolin     | Naphazoline    | Naphazolini hydrochloridum                                                           |
| R01AB03 | Tetrizolin    | Tetryzoline    | Tetryzolini hydrochloridum                                                           |
| R01AB05 | Efedrin       | Ephedrine      | Ephedrinum hemihydricum, Ephedrini hydrochloridum, Ephedrini racemici hydrochloridum |
| R01AB06 | Xilometazolin | Xylometazoline | Xylometazolini hydrochloridum                                                        |
| R01AB07 | Oximetazolin  | Oxymetazoline  | Oxymetazolini hydrochloridum                                                         |
| R01AB08 | Tuaminoheptán | Tuaminoheptane |                                                                                      |

### R01AC Antiallergikumok, kivéve a kortikoszteroidokat
| ATC     | Magyar                       | INN                          | Gyógyszerkönyv               |
| ------- | ---------------------------- | ---------------------------- | ---------------------------- |
| R01AC01 | Kromoglicinsav               | Cromoglicic acid             |                              |
| R01AC02 | Levokabasztin                | Levocabastine                | Levocabastini hydrochloridum |
| R01AC03 | Azelasztin                   | Azelastine                   | Azelastini hydrochloridum    |
| R01AC04 | Antazolin                    | Antazoline                   | Antazolini hydrochloridum    |
| R01AC05 | Spaglumsav                   | Spaglumic acid               |                              |
| R01AC06 | Tonzilamin                   | Thonzylamine                 |                              |
| R01AC07 | Nedokromil                   | Nedocromil                   |                              |
| R01AC08 | Olopatadin                   | Olopatadine                  |                              |
| R01AC51 | Kromoglicinsav kombinációban | Kromoglicinsav kombinációban |                              |

### R01ADKortikoszteroidok
| ATC     | Magyar                      | INN                         | Gyógyszerkönyv |
| ------- | --------------------------- | --------------------------- | --- |
| R01AD01 | Beklometazon                | Beclometasone               | Beclometasoni dipropionas anhydricus, Beclometasoni dipropionas monohydricus                                          |
| R01AD02 | Prednizolon                 | Prednisolone                | Prednisonum, Prednisoloni acetas, Prednisoloni natrii phosphas, Prednisoloni pivalas                                  |
| R01AD03 | Dexametazon                 | Dexamethasone               | Dexamethasonum, Dexamethasoni acetas, Dexamethasoni isonicotinas, Dexamethasoni natrii phosphas                       |
| R01AD04 | Flunizolid                  | Flunisolide                 | |
| R01AD05 | Budezonid                   | Budesonide                  | Budesonidum |
| R01AD06 | Betametazon                 | Betamethasone               | Betamethasonum, Betamethasoni acetas, Betamethasoni dipropionas, Betamethasoni natrii phosphas, Betamethasoni valeras |
| R01AD07 | Tixokortol                  | Tixocortol                  | |
| R01AD08 | Flutikazon                  | Fluticasone                 | Fluticasoni propionas                                                                                                 |
| R01AD09 | Mometazon                   | Mometasone                  | Mometasoni furoas |
| R01AD11 | Triamcinolon                | Triamcinolone               | Triamcinolonum, Triamcinoloni acetonidum, Triamcinoloni hexacetonidum                                                 |
| R01AD12 | Flutikazon-furoát           | Fluticasone furoate         | |
| R01AD13 | Ciklezonid                  | Ciclesonide                 | |
| R01AD52 | Prednizolon kombinációban   | Prednizolon kombinációban   | |
| R01AD53 | Dexametazon kombinációban   | Dexametazon kombinációban   | |
| R01AD57 | Tixokortol kombinációban    | Tixokortol kombinációban    | |
| R01AD58 | Flutikazon kombinációban    | Flutikazon kombinációban    | |
| R01AD60 | Hidrokortizon kombinációban | Hidrokortizon kombinációban | |

### R01AX Egyéb nazális készítmények
| ATC     | Magyar                    | INN                          | Gyógyszerkönyv                    |
| ------- | ------------------------- | ---------------------------- | --------------------------------- |
| R01AX01 | Kalcium-hexamin-tiocianát | Calcium hexamine thiocyanate |                                   |
| R01AX02 | Retinol                   | Retinol                      |                                   |
| R01AX03 | Ipratropium-bromid        | Ipratropium bromide          | Ipratropii bromidum               |
| R01AX05 | Ritiometán                | Ritiometan                   |                                   |
| R01AX06 | Mupirocin                 | Mupirocin                    | Mupirocinum, Mupirocinum calcicum |
| R01AX07 | Hexamidin                 | Hexamidine                   | Hexamidini diisetionas            |
| R01AX08 | Framicetin                | Framycetin                   | Framycetini sulfas                |
| R01AX10 | Egyéb                     |                              |                                   |
| R01AX30 | Kombinációk               |                              |                                   |

## R01B Szisztémás orr-ödéma-csökkentők

### R01BA Szimpatomimetikumok
| ATC     | Magyar                        | INN                           | Gyógyszerkönyv                               |
| ------- | ----------------------------- | ----------------------------- | -------------------------------------------- |
| R01BA01 | Fenilpropanolamin             | Phenylpropanolamine           | Phenylpropanolamini hydrochloridum           |
| R01BA02 | Pszeudoefedrin                | Pseudoephedrine               | Pseudoephedrini hydrochloridum               |
| R01BA03 | Fenilefrin                    | Phenylephrine                 | Phenylephrinum, Phenylephrini hydrochloridum |
| R01BA51 | Fenilpropanolamin kombinációk | Fenilpropanolamin kombinációk |                                              |
| R01BA52 | Pszeudoefedrin kombinációk    | Pszeudoefedrin kombinációk    |                                              |
| R01BA53 | Fenilefrin kombinációk        | Fenilefrin kombinációk        |                                              |